# Джеймс Конноллі
Про американського легкоатлета і письменника див. Джеймс Брендан Беннет Конноллі
Джеймс Конноллі (ірл. Séamas Ó Conghaile, англ. James Connolly; 5 червня 1868 — 12 травня 1916) — ірландський революціонер, соціаліст. Народився в Единбурзі, в сім'ї ірландських іммігрантів. Незважаючи на те, що Конноллі вже в 11 років довелося полишити школу, з часом він став одним з провідних теоретиків марксизму свого часу. Конноллі також брав активну участь у політичному житті Шотландії й США. Був одним з учасників і організаторів Великоднього повстання 1916 року. Конноллі був одним із семи лідерів, що підписали Прокламацію про створення Ірландської республіки. За участь у повстанні, попри й так смертельне поранення, страчений британською владою одразу після його закінчення.

## Дитинство і молодість
Народився 1868 року в Единбурзі у будинку № 107 на вулиці Коугейт. В той час цей район був свого роду ірландським гетто. Конноллі говорив із шотландським акцентом упродовж усього свого життя.
Батьки Джеймса — Джон Конноллі та Мері Макгінн — були ірландськими іммігрантами-католиками з графства Монахан. Його сім'я переселилася до Шотландії через Великий голод 1840-х років. Сім'я Конноллі жила в жахливій бідності, його батько підпрацьовував візником і двірником, мати Мері померла від хвороби, коли Джеймс був ще зовсім малим. До десяти років він ходив до католицької початкової школи, але сім'я потребувала грошей, і тому вже в одинадцять років Джеймс влаштувався посильним до единбурзької газети. Одначе проблем із грошима це не вирішило, і в 14 років Джеймс записався до британської армії, пішовши туди за прикладом свого старшого брата Джона. Конноллі назвався чужим ім'ям і завищив свій вік, аби його прийняли.
В армії Джеймс Конноллі прослужив сім років, увесь цей час його полк був розквартирований на території батьківщини його сім'ї — Ірландії. За цей час Конноллі довелося стати свідком безлічі випадків утисків і пригноблення ірландців — при чому, зі сторони не лише британської армії, але й англійських землевласників. Читаючи нелегальні прокламації феніїв, він пройнявся радикалізмом і лозунгом незалежності Ірландії, але відзначав те, що вони нехтують соціальними питаннями — бідністю і експлуатацією. У 1890 році Конноллі став дезертиром. Першою причиною цього була новина про те, що його полк відправляють до Індії, а другою — дівчина, ірландська протестантка Ліллі Рейнольдс, з якою він одружився того ж 1890 року.
Конноллі з сім'єю повернулася до Единбургу. Для того, щоб забезпечувати сім'ю, Джеймс працював візником, різноробом. У 1895 році Конноллі зробив спробу відкрити власну шевську майстерню, але швидко збанкрутував через відсутність відповідних навичок. У цей же час він почав брати активну участь у соціалістичному русі.

## Борець за права робітників

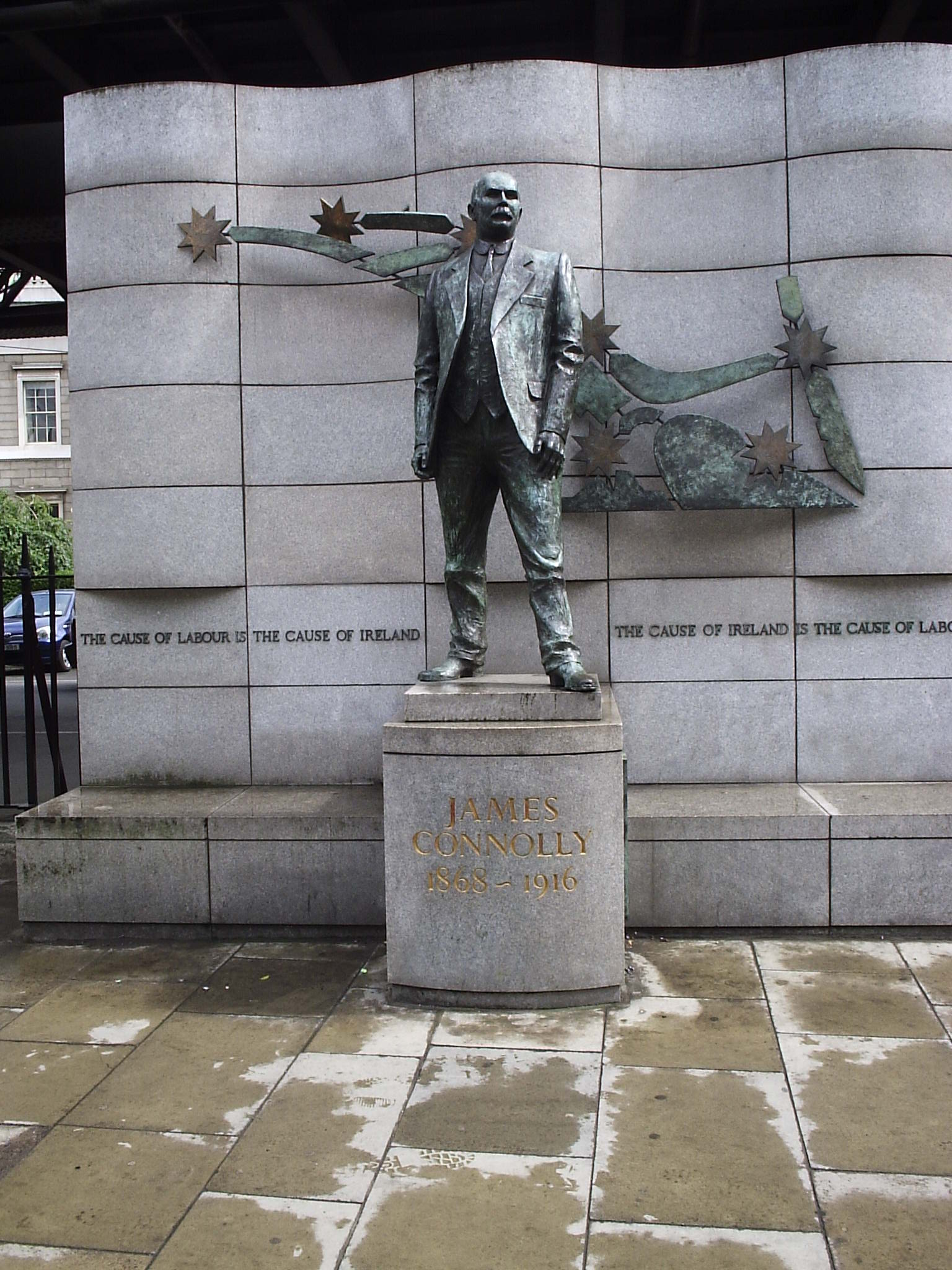
Пам'ятник Конноллі в Дубліні

Активно займаючись самоосвітою і вивчаючи праці Маркса, Конноллі зблизився з соціалістичними колами. Великий вплив на формування світогляду молодого революціонера мали старий комунар у вигнанні Лео Мелліат і Джон Леслі, останній згодом стане для Конноллі найкращим другом. У 1892 році він вступив до Шотландської соціалістичної федерації. Його брат Джон займав у цій організації посаду секретаря. Одного разу на мітингу Джон виголосив промову з вимогами восьмигодинного робочого дня, після чого втратив роботу і, шукаючи нову, був змушений  залишити свою посаду. Його місце зайняв Джеймс (на 1895—1896 роки).
Конноллі брав участь в роботі Незалежної лейбористської партії, заснованої Кіром Харді 1893 року. У той же період Конноллі захопився новою міжнародною мовою есперанто.
Радикальні переконання дорого коштували Конноллі — його звільнили з посади муніципального службовця, і він почав розмірковувати над еміграцією до Південної Америки, аби прогодувати дружину і двох маленьких дочок. Його друзі звернулися до британських соціалістів із закликом до солідарності, щоб знайти роботу, яка дозволила б йому залишитися в Британії. Як наслідок, у 1896 році Конноллі повідомили, що в Дубліні шукають людину на посаду секретаря Дублінського соціалістичного клубу — це була робота на повний день, платня — фунт на тиждень. Конноллі разом із сім'єю (дружиною і тепер уже трьома доньками: Норою, Моною і Ейден) переїхав до Дубліна.
Під його керівництвом клуб досить швидко перетворився в Ірландську соціалістичну республіканську партію, що ставила собі за мету національне і соціальне визволення Ірландії. Маючи лише кілька десятків молодих активістів, ІСРП, проте, стала першою в Ірландії марксистською організацією. Конноллі, що був її головним теоретиком, відзначаючи недостатність революційного націоналізму, вказував у своїй праці «Надія Ірландії» (Erin's Hope), що вирішення національних завдань неможливе без вирішення завдань класових, а на ірландське питання в епоху імперіалізму відповідь може дати тільки пролетарська революція.
Конноллі розпочав випуск ірландської щотижневої газети «The Worker's Republic», а також був серед засновників британської газети «The Socialist». Остання стала органом Соціалістичної лейбористської партії Великої Британії, яка відкололася від Соціал-демократичної федерації в 1903 році. До СЛП увійшли ліворадикальні однодумці американського соціаліста Даніеля де Леона, включно з Джеймсом Конноллі.
Конноллі був провідною фігурою в ірландському протестному русі на рубежі століть. Він активно виступав проти Гомруля — руху за автономію Ірландії, вважаючи його напівзаходом. У 1897 році разом з ірландською актрисою і феміністкою Мод Ґонн ініціював демонстрації проти організованих владою Дубліна урочистостей на честь 60-річчя правління королеви Вікторії, а також проти запланованих візитів членів королівської сім'ї до Ірландії Крім того, Конноллі, Мод Ґонн і Артур Ґріффіт провели дублінські протести проти Англо-бурської війни.
У 1903 році, після декількох турне по США й Шотландії з лекціями (які частково фінансувалися де Леоном), Конноллі з сім'єю знову переїхав — цього разу до Нью-Йорку. У США Конноллі продовжив активну соціалістичну діяльність. Він виступив одним із засновників революційно-синдикалістської профспілки «Індустріальні робітники світу», взяв участь у створенні Ірландської соціалістичної федерації, вступив в Соціалістичну робітничу партію Америки де Леона (1906) і Соціалістичну партію Америки Юджина Дебса (1909). Конноллі заснував і редагував журнал «Harp» («Арфа»), а також написав у США свої головні праці: книги і памфлети «Робітничий клас в історії Ірландії» (Labour in Irish History, 1910), «Праця, національне питання і релігія» (Labour, Nationality, and Religion), «Соціалізм у популярному викладі» (Socialism Made Easy) і «Старе вино в нових бурдюках» (Old Wine in New Bottles).
1910 року Джеймс Конноллі повернувся до Ірландії, де спостерігалося зростання національно-визвольного (партія «Шинн Фейн») і робітничого рухів. Після повернення він став правою рукою Джима Ларкіна, який очолював найбільшу в Ірландії Профспілку транспортників і некваліфікованих робітників. У 1912 році Конноллі і Ларкін заснували ірландську Лейбористську партію як політичне крило Ірландського конгресу тред-юніонів. Під час дублінського локауту, Конноллі разом з Ларкіном стали на чолі робітників, що протистояли Вільямові Мерфі й іншим найбільшим роботодавцям Дубліна, очоливши найбільший страйк у серпні 1913 — січні 1914 років. Поліцейські напади на демонстрантів Профспілки транспортників і різноробів спонукали Конноллі і Джека Вайта організувати Ірландську громадянську армію (ІГА) — напіввоєнізовану організацію, покликану захистити робітників у разі фізичних зіткнень із поліцією, охороною, найнятою власниками підприємств, або армією. Після завершення страйку ІГА не припинила свого існування, граючи роль робітничої самооборони.

## Боротьба за незалежність Ірландії
У 1914 році почалася Перша світова війна. Під час неї Конноллі змінив вектор своєї активності з профспілкової діяльності на сепаратистську і антибританську. Він виступав проти військового призову в Ірландії і все більше схилявся до думки, що єдиним порятунком від імперіалістичної війни стане революція, збройне повстання. Після від'їзду Ларкіна до США для збору коштів, Конноллі в 1915 році став головою профспілки транспортників і різноробів, як і в ІГА. Він публічно проводив військові маневри й критикував керівництво «ірландських добровольців» (воєнізованого крила «Шинн Фейн») за пасивність. На будівлі профспілок у Дубліні було підняте гасло «Ми не служимо ні королю, ні кайзеру, а Ірландії».
Усі ці дії привернули увагу Ірландського республіканського братства (ІРБ) — ще однієї сепаратистської організації. Зрештою, ІРБ та ІГА вдалося домовитися про спільний виступ на Великдень 1916 року. Конноллі разом із Джозефом Планкеттом і Шоном Макдермоттом брав активну участь у фінальній підготовці до повстання. Окрім нього, у повстанні взяли участь близько 250 членів ІГА. Конноллі також став одним з авторів «Прокламації про незалежність Ірландії» і одним із семи членів Тимчасового уряду, що підписали її.
Після проголошення Прокламації, Конноллі був призначений віце-президентом Тимчасового уряду. Як і більшість інших членів Тимчасового уряду, під час повстання він розташовувався на Головпоштамті. Конноллі, крім цього, був призначений командувачем дублінської бригади республіканської армії, і тому брав участь в керуванні військами. Уже наступного дня після початку повстання, в країні було оголошено воєнний стан, а в Дублін були стягнуті британські війська. Головпоштамт було потужно обстріляно з артилерії. У четвер, до того, як було прийнято рішення залишити Головпоштамт і перебратися на Мур-стріт, Конноллі отримав серйозне поранення в ногу, але продовжував командувати військами. Після того, як було прийнято рішення про капітуляцію, Конноллі сказав своїм соратникам: «Не хвилюйтеся. Розстріляють тільки тих, хто підписав Прокламацію, решту відпустять».

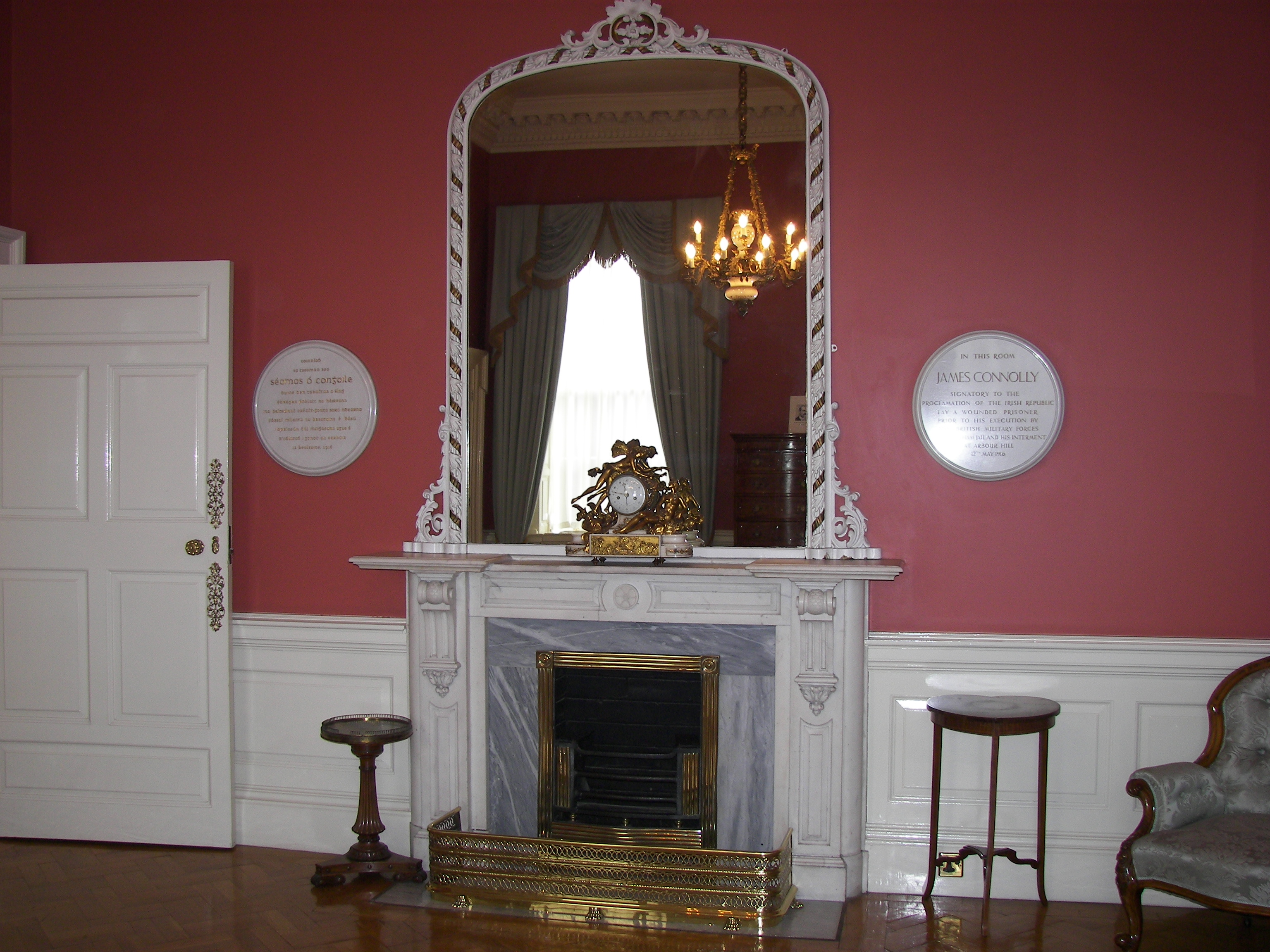
Кімната, в якій утримували Конноллі

Через своє поранення Конноллі знаходився в окремій кімнаті у в'язниці Кілменхем. Військово-польовий суд засудив його до смертної кари і, незважаючи на свідчення лікарів, що поранення смертельне, вирок був затверджений. 12 травня 1916 року Конноллі принесли на ношах (ходити він не міг) у тюремний двір, де він висповідався. Попросивши сповідника молитися за солдатів розстрільної команди, Конноллі додав: «Я молитимуся за всіх людей, які виконують свій обов'язок згідно зі своїми переконаннями». Оскільки стояти він не міг, Конноллі прив'язали до стільця, після чого розстріляли. Його тіло, разом із тілами інших повстанців, було поховане в братській могилі.
Жорстокість, з якою уряд розправився із лідерами повстанців — особливо це стосувалося пораненого Конноллі — викликала масове співчуття серед ірландців, багато з яких досить скептично поставилися до ідеї повстання. Після розстрілу Конноллі, прем'єр-міністр Герберт Асквіт наказав припинити страти — громадська думка не схвалила їх ні в самій Британії, ні в США.

## Пам'ять

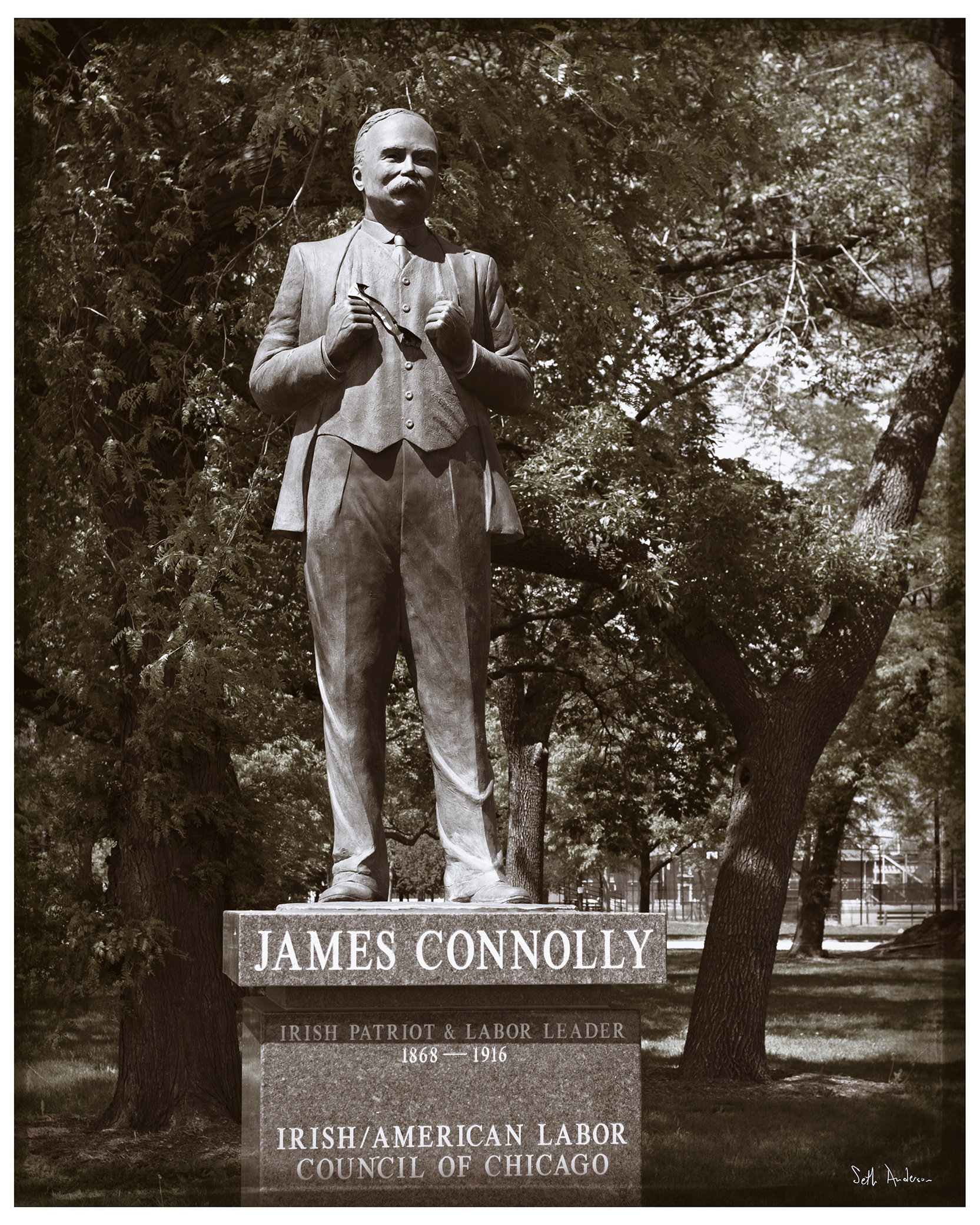
Пам'ятник Конноллі у Чикаго

Джеймс Конноллі був одним з основоположників робітничого руху в Ірландії і його видатним діячем у всьому світі. Він був членом Другого інтернаціоналу, одним із засновників Лейбористської партії Ірландії й організації «Індустріальні робітники світу». Багато з його ідей вплинули на Джона Макліна, засновника Шотландської робітничої республіканської партії.
Джеймсу Конноллі встановлені пам'ятники у Чикаґо й Дубліні, а також бюст у місті Трой, штат Нью-Йорк.
Джон Леннон ув інтерв'ю 1972 року розповів, що пісню «Woman Is the Nigger of the World» він написав, будучи натхненним фразою Джеймса Конноллі «Жінка-робітниця — рабиня раба».
У Дубліні на честь Конноллі названий один із двох вокзалів і госпіталь.
В опиті Бі-Бі-Сі «100 найвизначніших британців», яке було проведене в 2002 році, Конноллі зайняв 64-е місце.

## Статті, перекладені українською
- Джеймс Коннолі. Соціалізм і націоналізм [Архівовано 9 вересня 2016 у Wayback Machine.]